# Liljefod
Liljefødder eller rettere fodbinding var deformering af kvinders fødder i Kina. Skikken skal stamme fra balletdansere i Song-dynastiet (960–1276) og blev forbudt i 1912. Forbuddet blev ikke altid overholdt, men der er i dag meget få gamle kvinder med liljefødder. 

## Status i et klassesamfund
Fodbindingen sikrede, at at man kunne se en kvindes status på fødderne. De små fødder var også et symbol på kvindelighed, og man talte om en danserinde, der angiveligt havde kunnet danse på en mands udstrakte hånd. Fødderne blev bundet op senest fra syvårsalderen. Under Songdynastiet (960–1276) bredte skikken sig i landet. 
Ældre kvinder med snørede fødder kunne ikke gå uden stok, og skulle helst transporterets i bærestol. Fattige kvinder som skulle ud og tjene, måtte leve med sine naturlige fødder, og kunne derfor ikke regne med noget heldigt giftemål. Drenge, som spillede fine damer på scenen, fik også snøret foden til et hæl-bræt, så de svajede, når de gik, i efterligning af kvinder med snørede fødder. 
Snøringen af de rige pigers fødder fandt sted ved at fodens yderste fire tæer blev presset op under svangen, og foden stramt bundet ind i bandager. Storetåen var den eneste, der blev ved med at pege fremad – de andre tæer blev presset op i svangen, og op mod anklen. På den måde blev foden stærkt forkortet. Deformeringen gjorde kvinden ude af stand til at støtte på sin fod uden hjælp fra bandager og støtte fra skoens hæl.
Den engelsk-sprogede betegnelse the fragrant lotus (= den velduftende lotus) kom af, at man med parfume søgte at overdøve den stramme lugt fra foden, der næsten hele tiden var snøret ind. Smerterne var forfærdelige; og hos mange gik der også koldbrand i tæerne, så de faldt af. 

## Links
- Binding Feet, the Living Legacy of the Ching Dynasty Department of Medicine, The Chinese University of (1644–1912), China Arkiveret 5. juli 2004 hos  Wayback Machine